# Grasseichthys
Grasseichthys is een monotypisch geslacht van straalvinnige vissen uit de familie van de oorvissen (Kneriidae).

## Soort
- Grasseichthys gabonensis Géry, 1964